# Trychosis cameronii
Trychosis cameronii là một loài tò vò trong họ Ichneumonidae.